# Gutamål
Gutamål (även gutniska eller gotländska) är en nordisk varietet som i olika varianter talas på ön Gotland och på Fårö. Gutamålet uppvisar en del arkaismer, ålderdomliga drag, men också flera språkliga novationer, nybildade drag. Detta gör att gutamålet är skarpt skilt från dialekterna på fastlandet. Gutamålet är också klart skilt från den mer standardiserade gotländska dialekten, men vissa likheter finns i uttalet och några få i ordförrådet, som rabbis, vildkanin.

## Historia

### Forngutniska
Dialekterna på Gotland har tidigt skilt sig från dialekterna på fastlandet, vilket kan ses i äldre urkunder från ön. De äldsta uppgifterna om språket på Gotland kommer från Gotlands omkring 300 runinskrifter. Av dessa är vissa från 900–1000-talet, men de allra flesta från 1100- till 1500-talet. Språket på dessa skiljer sig inte avsevärt från runinskrifter på fastlandet. Man kan exempelvis jämföra texten på den uppländska Vårdsätrastenen från mitten av 1000-talet, med en av de gotländska Sjonhemstenarna från 1100-talet:
|              | Vårdsätra (Uppland)                                                       | Sjonhem (Gotland)                                                               |
| ------------ | ------------------------------------------------------------------------- | ------------------------------------------------------------------------------- |
| Runskrift    | þorkisl : auk : kisl : litu : raisa : stain : iftiʀ : suain fa[þur] : sin | roþuisl : auk : roþalf : þau : litu : raisa : staina : eftir : sy[ni sina] þria |
| Översättning | Torgisl och Gisl läto resa stenen efter Sven, sin fader.                  | Rodvisl och Rodälv de läto resa stenarna efter sina tre söner.                  |

Både den uppländska och den gotländska runinskriften uppvisar de urnordiska diftonger, t.ex. i auk ’och’ och stain ’sten’, som nu är karakteristiska för bland annat gutamålet. I de äldsta fastländska landskapslagarna från slutet av 1200-talet saknas däremot dessa diftonger som har övergått till monoftonger, exempelvis stain > stēn.
Den gotländska medeltidslagen Gutalagen (med Gutasagan), som är skriven på forngutniska, från omkring 1220 uppvisar däremot en språkdräkt som tydligt skiljer sig från det fornsvenska språket i andra landskapslagar. Av denna anledning ses forngutniskan ibland som en dialekt av fornsvenska, ibland som ett särskilt språk vid sidan om fornsvenska, forndanska o.s.v.
Från 900-talet fram t.o.m. 1500-talet talades forngutniskan på Gotland. Den finns representerad i ett stort antal runinskrifter och i Gutalagen med Gutasagan, troligen nedtecknad omkring 1220, samt i ytterligare några medeltida handskrifter. Den sista handskriften på forngutniska, Gutalagen från 1587, kan vara avskriven från en skrift från 1470, och härstammar då inte från 1500-talet.
Följande språkprov är hämtat ur Gutasagan och illustrerar forngutniska:
| Forngutniska | Mangir kunungar stridu a Gutland miþan ha[i]þit war. þau hieldu gutar e iemlica sigri oc ret sinum. Siþan sentu gutar sendumen manga til Suia rikis, en engin þaira fic friþ gart fyr þan Awair Strabain af Alfa sokn. Han gierþi fyrsti friþ wiþr suia kunung.                        |
| Svenska      | Många konungar stred emot Gotland medan (det) var hedniskt. Dock behöll gutarna alltid seger och sin rätt. Sedan sände gutarna många sändemän till Svea rike. Men ingen av dem kunde åstadkomma fred förrän Avair Strabain från Alva socken. Han åstadkom först fred med sveakonungen. |

Forngutniskan behöll ett omfattande böjningssystem och mycket gamla ordformer. Den påverkades i mycket liten grad av andra språk. Ännu i slutet av 1500-talet var gutniskan jämte isländska och färöiska närmast opåverkad av det lågtyska språket, som 400 år tidigare hade börjat förvandla de övriga skandinaviska språken. Detta kan inte förklaras med isolering, eftersom gutarna drev en omfattande handel och hade tyska köpmän tätt inpå sig.

### 1600- och 1700-tal
Under 1600-talet förändrades det gutniska språket starkt. Den danska staten ville knyta sina provinser hårdare till sig. Predikningar i kyrkorna fördes på danska och alla protokoll nedtecknades på samma språk. Detta skulle komma att få stor betydelse för gutniskan. Danska och därigenom lågtyska ord kom in i språket. Det gamla formsystemet bröts successivt sönder. Man väljer därför ofta denna tid som slutpunkt för forngutniskan.
I slutet av 1600-talen, när Gotland tillhörde Sverige, fördes protokoll också för de olika häradstingen. Protokollen blev fler och de svenska ämbetsmännens antal på ön ökade också. Det gamla gutniska språket förändrades snabbt under denna process. Det fördanskades först kraftigt. Därefter kom svenska att dominera i det offentligas livet. Folket måste kunna tala med ämbetsmännen och de tog intryck av prästernas språk i kyrkorna.
Det finns ytterst lite skrivet på gutamål från 1600- och 1700-talen. Inga protokoll fördes på gutarnas eget språk. Inte heller är särskilt mycket känt om gutamålets uttal under denna tid. En besökare på 1700-talet ansåg att gutarnas språk hade ett starkt inslag av danska. Men hyllningsverser från 1700-talet visar ändå att den gamla gutniska grammatiken till stor del ännu levde kvar då, medan ordförrådet vid den tiden till stor del hade förändrats i riktning mot senare tiders gutamål. Från mitten av 1600-talet och i synnerhet från och med slutet av 1800-talet har de gotländska dialekterna i stigande grad påverkats av svenskan.

### Från 1800-talet till nutid
I och med att allmän skolplikt infördes ökade inflytandet från svenskan. Gutamålet trängdes undan från Visby och tätorterna och svenska hade även stort inflytande på landsbygdens språk. Ord, uttryckssätt och meningsbyggnad lånades från svenskan. Dagens gutamål innehåller dock fortfarande många rester av gutniska. I Visby med omnejd försvann gutamålet först, sedan följde de norra delarna av Gotland. På öns södra delar finns flest personer som minns hur gutamålet lät, och vissa av dem kan fortfarande tala gutamål.
Förändringar som har skett under 1900-talet och 2000-talet, och kanske ännu tidigare, är att de flesta av kasusändelserna har försvunnit, och att meningsbyggnaden i stort sett har anpassats till standardspråket. Viss verbböjning finns kvar och det gör också tregenussystemet. I gutamålets ordförråd finns mycket kvar sedan forna tider och inte heller ljudsystemet har förändrats så mycket. Förutom det gutniska ordförrådet finns även spår av tyska och det finns också en del danismer kvar från den danska tiden, från slutet av medeltiden och fram till 1645.

## Uttal

### Vokaler

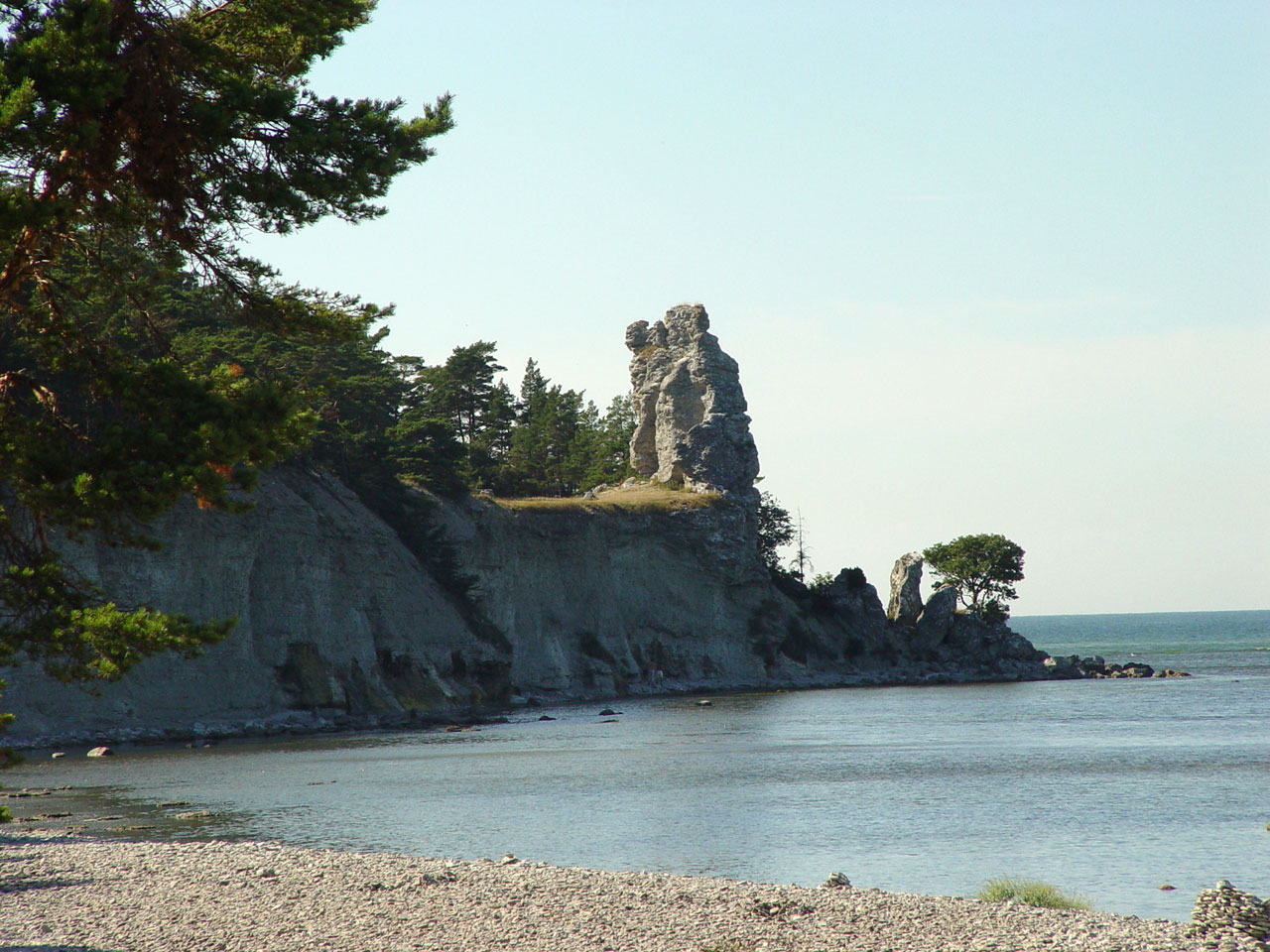
Ordet rauk innehåller en diftong och är ett gutniskt lånord i svenskan.

#### Monoftonger
Bland monoftongerna har gutamålet bevarat äldre långt a där huvudparten av de nuvarande skandinaviska dialekterna utvecklat ett å-ljud eller diftong. Det heter således grate ’gråta’, late ’låta’, bat ’båt’, akar ’åker’, halde ’hålla’ etc. Äldre kort u står också oförändrat i gutniskan, till exempel dur ’dörr’ stukk ’stock’. Kort i och y har i vissa ord förlängts i svenska och blivit e respektive ö, men det har inte skett i gutamålet. Alltså har till exempel  vid för ’ved’ och fyl ’föl’ behållits i gutamålet. Ord som fylge ’följa’ och skylle ’skölja’ har också behållit sitt y.
Äldre kort o i svenska blir till kort u, (uttalat [u]) i gutamålet, till exempel bukk ’bock’, klukke ’klocka’, summar ’sommar’. Framför enkel konsonant har vokalen förlängts till långt u i ord som buge ’båge’, hul ’hål’, kul ’kol’, kune ’kona’ stur ’stor’ och sun ’son’ uttalas u närmast som bergslags-u, men något diftongerat, dock skilt från diftongen äu som uppkommit ur äldre långt u.
Till skillnad från de övriga skandinaviska språken har gutamålet aldrig haft långt ä (jämför t.ex. fornisländska æ), vilket redan i forngutniskan sammanföll med långt e som diftongerades till ei, t.ex. kleidar ’kläder’; från forngutniska kleþr, jämför t.ex. fornisländska klæþr.). I skilda delar av Gotland har det forngutniska e blivit olika ljud. Ordet lära exempelvis, uttalas på sydligaste Gotland som e, alltså lerä. På södra Gotland i övrigt samt på Fårö,  har e diftongerats till ei, leirä. På norra och mellersta Gotland har diftongen blivit äi, alltså uttalas som läirä där. Inte heller har gutamålet långt ö (jämför t.ex. fornisländska œ), som i stället sammanföll med y i forngutniskan och utvecklades till öi, exempelvis böykar ’böcker’, från forngutniska bykr, (jämför fornisländska bœkr).

#### Diftonger
Inom ljudsystemet har gutamålet exempelvis bevarat de äldre fornnordiska diftongerna som i haim ’hem’, auge ’öga’ och åire ’öra’ (jämför nynorska heim, auga och øyra). Äldre långa vokaler förutom ā har dock också diftongerats: ī > äi (träives ’trivas’), ȳ > öi (döine ’dyna’), ē > ei (lein ’len’), ū > äu (bräun ’brun’). Äldre konsonantförbindelser finns bevarade i ord som kamb ’kamm’, kväld ’kväll’, och konsonanterna g, k och sk har inte, som i många andra dialekter, förmjukats framför främre vokaler i ord som kälde ’källa’ och skiaute ’skjuta’. På huvudön försvagas ändelse-a till -e i ord som live ’leva’, och slutvokaler tenderar att utebli i löpande tal (s.k. villkorlig apokope).
Kännetecknande för gutniskan är bevarandet av de gamla diftongerna, till exempel au i auge ’öga’, haust ’höst’ och mauso ’fluga’. Diftongen ai som redan under vikingatiden i de flesta nordiska fornspråk ändrades till ei och i större delen av svenskan till långt e kvarstod i gutamålet, t.ex. i stain ’sten’, bain ’ben’. Diftongen åi som motsvarar t.ex. nynorska øy och isländskans ey finns i t.ex. håi ’hö’ och ståite (stöta). Svenska ö före r uttalas åi, exempelvis råir (rör), åire, Fårö åira (öra).
Den korta monoftongen ö i svenska motsvaras av de gamla diftongerna au och åi/åy i gutamålet, exempelvis i austar ’öster’, braust ’bröst’, håiste ’skörda hö och säd’, och tråiste ’våga’.
Gutniskan har även utvecklat nya diftonger av äldre långa vokaler. Således har långt e, blivit ei: reit ’rätt’; långt i har blivit äi: bäite ’bita’; långt o, har blivit åo: såol ’sol’; långt u har blivit äu: häus ’hus’ och långt y har blivit öi: stöire ’styre’. Diftongen öi har också börjat användas istället för svenskans långa ö, så att man i gutamålet får till exempel [sjöien] ’havet’, (med äldre uttal [sjouen]), eller möit ’möta’.
En del diftonger i gutamålet har utvecklats ur äldre långa vokaler, som förkortats i svenskan. Exempelvis motsvaras ’piskar’ av peiskar, ’timmar’ motsvaras av täimar, ’sista’ motsvaras av seista, ’skum’ motsvaras av skäum, och ’bortglömd’ motsvaras av bortglåimd.

#### Triftong
Gutniskan har också en triftong som förekom redan i forngutniskan men som är ovanlig i övriga nordiska språk, nämligen iau i t.ex. biaude ’bjuda’, skiaute ’skjuta’.

### Konsonanter
Konsonanter som i svenska och norska förmjukats framför främre vokaler uttalas fortsatt hårt i gutniskan (liksom t.ex. i danskan och isländskan). G i gikk ’gick’ uttalas alltså som [ɡ] och inte som (d)j, jämför svenska [jɪkː]. Detta gäller även konsonantgrupper, t.ex. skiaute ’skjuta’ och stienne ’stjärna’ som inte har förmjukats till ett sj-ljud som i svenskan.
Uttalet av ng är ngg (ng + hårt g), exempelvis sängg ’säng’, finggar ’finger’, tranggar ’trång (m.)’, singge ’sjunga’.
Stavelsebärande konsonanter, l och n, förekommer exempelvis i muln 'mulen' och fäugln 'fågeln'. I svenska är inte konsonanter stavelsebärande.
Uttalet av r liknar inte standardsvenskt uttal. Det uttalas ofta mer som ett engelskt eller amerikanskt r. Men uttalet varierar rätt mycket. Även rullande r förekommer, liksom "stockholmskt r", utan något tydligt system.
I en del kombinationer med r: rd, rl, rn, rs och rt som i standardsvenska assimileras till en supradental uttalas i gutamålet ofta med bortfall av r i till exempel Las ’Lars’, kal ’karl’, kånn ’korn’ m.m. En del ord uttalas ljuden var för sig, till exempel i gard. På Fårö uttalas vanligen ljuden separat i dessa konsonantkombinationer.
Uttalet av sj i till exempel sjoen ’havet’, sjelvar ’själv’ m.m. liknar snarast centralsvenskt tj-ljud, liknande hur om sj-ljudet uttalas i finlandssvenska dialekter.

### Prosodi
Ordaccenten i gutamålet är entoppig, till skillnad från dialekterna i Svealand och norra Götaland där accent 2 karakteriseras av en tvåtoppighet. Ordaccentsmelodin är mycket lik den i dalabergslagsmål i Dalarna.

## Grammatik

### Formlära

#### Substantiv och adjektiv
Gutamålet har, liksom de flesta dialekter på svenska fastlandet, bevarat tre genus. Substantivets bestämda former är t.ex. olika beroende på genus, töisi ’tösen, flickan’ (feminint), luku ’luckan’, (feminint), sorken ’pojken’ (maskulint), brauste eller brausti ’bröstet’ (neutrum). Även adjektiven böjs enligt genus, t.ex. garden jer läitn ’gården är liten’, tåilu jer läiti ’spillkråkan är liten’, skipe/skipi jer läite ’skeppet är litet’.
Substantivens pluraländelser är oftast -ar, sorkar slas ’pojkarna slåss’, ja säir att töisar gar där ’jag ser att flickorna går där’, hjär träivas myggar ’här trivs myggorna’. Däremot är ändelsen -ur på Fårö, så att exempelvis händer, händar på storön, blir händur på Fårömål.
I vissa adjektiv ändras stamvokalen i neutrumformen jämfört med maskulinum- och femininumformen, t.ex. exempel: raudar ’röd’ – rytt ’rött’ och väitar ’vit’ – vitt ’vitt’.

#### Artiklar
De obestämda artiklarna är änn i maskulinum (på Fårö ann), i femininum, i på norra Gotland, ä på mellersta Gotland och a på södra Gotland samt på Fårö. I neutrum är artikeln ätt eller på södra Gotland a.

#### Verb
På huvudön har personböjningen av verb förenklats, dock förekommer enstaka böjningsformer i andra person, i synnerhet av hjälpverb, t.ex. däu skatt ’du ska’ däu vitt ’du vill’, däu jäst ’du är’. Detta förekommer även i preteritum: däu blaist ’du blev’, däu fikkst ’du fick’, etc.
I fårömålet har dock verben allmänt separata former i både andra person singular och i plural, t.ex. ja kann, däu kanst, han kann, vör kunå etc., ja sag, däu sagst, han sag, vör sago etc.

### Syntax

#### Infinitivmärke
Infinitivmärket i gutamålet är ti, inte att som på det svenska fastlandet Exempel: ti avundes ’att avundas’.

## Ordförråd
Enligt en undersökning gjord av Östen Dahl av ordförrådet i barnboken Mormors katt baserat på ett urval om 450 ord, hade gutamålet 368 ord gemensamma med svenskan, vilket var mer än t.ex. älvdalsmål, gammalsvenskbymål, nederkalixmål m.fl., men mindre än t.ex. västgötska, ydremål och rättviksmål.
Det har hävdats att det gutniska ordförrådet har vissa överensstämmelser med gotiskan. Något som talar för en sådan släktskap mellan gotiska och forngutniska är att forngutniskan uppvisar vissa likheter med gotiska, och att orden got och gute (gotlänning) anses vara identiska av språkhistorikerna.

### Språkkontakt
Gutamålet har tagit emot en mängd lånord från framförallt danska (och därigenom lågtyska) men även från de baltiska språken genom kontakterna med Kurland. Under 1600-talet förändrades det gutniska språket kraftigt. Den danska staten ville knyta till sig sina provinser hårdare. Regelbundna protokoll av olika slag började föras. På Gotland började man 1601 föra en serie protokoll som vi kallar tingsvittnen. De fördes på den tidens danska.

## Forskningshistoria

### Äldre forskning
Under den svenska stormaktstiden upptäckte flera svenska lärde att på Gotland talades ett språk som var likt den gamla ”götiskan” och därför var värt att undersöka.
Ärkebiskopen Haqvin Spegel, som verkade på Gotland som superintendent 1680–1685 samlade in en gutnisk ordlista som publicerades i hans arbete Rudera Gothlandica.
Den viktigaste språkforskaren under 1700-talet var Lars Nilsson Neogard, kyrkoherde i Östergarn (1683–1758). Han nedtecknade både en grammatik och en ordlista med 2500 ord i sitt verk Gautauminning (1732).
Mellan 1831 och 1887 samlade bröderna Carl och Pehr Arvid Säve in ett stort antal gutaord, som finns bevarade i deras gotländska samlingar. Från Säves material publicerade Herbert Gustavson en Gotländsk ordbok 1918–1945.
Mellan 1876 och 1931 samlade Mathias Klintberg in ett stort material om språket i framför allt Lau. En stor del av materialet består av brev med beskrivningar av gotlänningarnas liv och arbete, skrivna av J O Larsson och Jakob Karlsson.

### Nutida forskning
Ett treårigt projekt pågick vid Uppsala universitet från 2001 till och med 2003, där man följde hur gutamålet har utvecklats från medeltiden fram till nutid.
En uppsats om gutamålet, ‘Documentation of Gutnish phonetics and phonology’, har publicerats av en doktorand vid Uppsala universitet som en del av universitetets utbildning.

## Status
Liksom andra traditionella folkmål i Sverige har gutamålet trängts tillbaka av svenskan, som ursprungligen förmedlades av ämbetsmän, lärare och präster sedan Gotland hade återerövrats av Sverige. Skolmästarna började lära de gotländska barnen att läsa katekesen på svenska och därmed blev undervisningen ett led i Gotlands försvenskning. När folkskolan infördes 1842 fick fler barn skolundervisning  och sedermera blev radio och television samt turister från fastlandet viktiga förmedlare av fastlandets språk.
Under 2000-talet finns få talare av gutamålet kvar, och allt färre talar också gotländska.  
Gutamålet har idag två huvudformer, fårömål på Fårö och huvudöns gotländska. Precis som förhållandet är med traditionella dialekter, förlorar många av dem sina domäner och detta händer också gutamålet. Av den anledningen minskar antalet gutamålstalare.
Övriga nutida gotländska dialekter har bevarat melodin, diftongerat uttal av de flesta långa vokaler, samt vissa ord, men har annars inte mycket gemensamt med det gamla språket. Det finns dock kontinuerliga övergångar mellan öns dialekter, från de mest ålderdomliga till de som påverkats mest av rikssvenskans talspråk och (kanske främst) av skriftspråket. 
Högskolan på Gotland erbjöd orienteringskurser i gutamål.
Campus Gotland tilldelades 2018 Gutamålsgillets då nyinstiftade pris Janräunu (Järnrunan) för användningen av ord från gutamålet i sin studentrekryteringskampnaj. Orden är sainhaust 'senhöst', farnytte 'gemenskap, i synnerhet på en resa', seideman 'kamrat, nära vän, någon som alltid står vid din sida'.

### Språk eller dialekt
Likt många andra traditionella varieteter i periferin av det svenska språkområdet, såsom älvdalska eller överkalixmål, har gutamålet ett visst renommé som en av svenskans mest ”särpräglade” dialekter. Likt många av dessa varieteter diskuteras ibland huruvida gutamålet skulle utgöra ett självständigt språk, snarare än en dialekt av svenska. I frågan har påpekats att gutamålets historia är delvis skilt från standardsvenskans, i så måtto att forngutniskan, gutamålets fornspråk, uppvisar betydande skillnader gentemot fornsvenskan, och ibland anses vara ett skilt fornspråk. Gutamålsgillet, föreningen för gutamålet, har inte tagit ställning i huruvida gutamålet bör betraktas som en dialekt eller ett språk, och diskussionen är politisk snarare än språkvetenskaplig. I dag skiljer man ibland på Gotland mellan gutamål, den traditionella varieteten, och gotländska, den moderna dialekten av standardsvenska.

## Ortografi (stavning)
Gutamålet saknar en allmänt accepterad ortografi. Diskussion kring stavning har varit långvarig. När Gutamålsgillet hade grundats 1945 för att värna om det gamla gutamålet, skrev en del av medlemmarna berättelser på gutamål. De hade tillåtelse att stava som de tyckte det lät, eftersom det inte fanns några stavningsregler för gutamålet. Konstnären och författaren David Ahlqvist i Ardre är kanske den som är mest känd av dessa författare. Också diktarna Gustaf Larsson i Norrlanda och Arvid Berggren i Vamlingbo skrev på gutamål. Författaren Anna Kajsa Hallgard, bosatt i Levide, skrev även hon en del på gutamål.
På 1970-talet tog Gertmar Arvidsson fram en norm för ett skriftspråk som använde många diakritiska tecken och på 1980-talet tog Kulturföreningen Propago fram en ortografi som var inspirerad av tidig samnordisk ortografi. Inget av de förslagen har fått någon praktisk betydelse.
År 2006 antog Gutamålsgillet ett förslag till stavning där det svenska alfabetet används och där orden stavas nästan som de låter i enlighet med konventionell svensk ortografitradition. Vidare följer man även svensk ortografitradition där stavningen inte följer uttalet. Även ljud som inte finns i standardsvenskan, som diftongerna ai och au och åi finns med. Den sistnämnda diftongen är samma som forngutniska oy.
År 2011 utgavs boken ABC-bok på gutamål, med underrubriken "gutnisk stavningarbók", i vilken Bert Alvengren, som tidigare tillhört Kulturföreningen Propago, lanserade sin nya ortografi.
2018 förekom en diskussion om det skulle vara bra för gutamålet att få en enhetlig ortografi.

## Språkprov
Som språkexempel återges här en översättning av fader vår till gutniska och en dikt från mitten av 1900-talet av den gotländske skalden Gustav Larsson. 
Översättning av Herrens bön till gutamål av kyrkoherden Jacob Tofténius från 1742.
| Tofténius (1742) | Oe Fadur, Du sum jäst i himmelij, hailigit warde titt nafn, kume dit reike näste uss: warde dein wilo sum i himmelij, så ukså pa jordene. De dagliga braud gif us i dag: uk fyrilat uss ora skulda, sum wörr fyrilatum daim, sum uss skulduga järo. Uk laid aij uss in i fristelse, men heldur freia uss fra deij aumba. Fyr reike jär ditt, uk makti, uk herlighaiti, ifra nu, uk i aiwiga teida. Amen. |

Dikten Strandildn från mitten av 1900-talet av diktaren Gustaf Larsson:
| Strandildn | Strandildn vakar pa burgi / naudljaus fyr an fatti själ / sum dreivar raidlaus ei nidmörkur / däu löisar äiland u vill mi väl / sjoen brautar yvar bräuni / vill släuke min gamble bat / strandildn vakar äi austur / u laidar mi haim ei nat. |

### Källförteckning
- Bruce, Gösta (2010). Vår fonetiska geografi: om svenskans accenter, melodi och uttal (första upplagan). Lund: Studentlitteratur

- Dahl, Östen (2005). Nyström, Gunnar. red. ”Att sätta älvdalskan på kartan”. Rapport från Fuost konferens um övdalskų (Första konferensen om älvdalska) (Uppsala: Institutionen för nordiska språk, Uppsala universitet.):  sid. 29–52. http://www.diva-portal.org/smash/get/diva2:431173/FULLTEXT03.pdf.

- Gustavson, Herbert Säve, Carl; Säve, Per-Arvid, red (1918-1945). Gotländsk ordbok: på grundval av C. och P.A. Säves samlingar. Uppsala: Landsmålsarkivet. https://www.isof.se/lar-dig-mer/publikationer/publikationer/1945-01-01-gotlandsk-ordbok

- Gustavson, Herbert (1940). Gutamålet: en historisk-deskriptiv översikt. 1. Uppsala: [Lundequistska bokh.]. https://www.isof.se/download/18.317326fe179568897272168c/1622038951807/Svenska%20landsm%C3%A5l%20och%20Svenskt%20folkliv_1940_2_h233.pdf

- Gustavson, Herbert (1945). ”Gutamål och rikssvenska”. i Steffen Richard. Boken om Gotland: minnesskrift med anledning av Gotlands återförening med Sverige genom freden i Brömsebro den 13 augusti 1645. D. 2 Gotlands historia från och med år 1645. Visby. sid. 531–539

- Gustavson, Herbert (1948). Gutamålet: en historisk-deskriptiv översikt. 2. Uppsala: Norstedt. https://www.isof.se/download/18.317326fe1795688972721863/1622039935397/Svenska%20landsm%C3%A5l%20och%20Svenskt%20folkliv_1948_bilaga_h254.pdf

- Gustavson, Herbert (1977). Gutamålet: inledning till studium (3., omarb. och utök. uppl.). Visby: Barry Press. ISBN 9174000721

- Lindström,, Fredrik (2019). 100 svenska dialekter. Stockholm: Bonnier fakta. ISBN 9789174244656

- Pamp, Bengt (1978). Svenska dialekter. Stockholm: Natur o. kultur

- Wessén, Elias (1969). Våra folkmål (9. uppl.). Stockholm: Fritze

- Vrieland, Séan D. (2017). Old Gutnish in a Danish Hand Studies in the B manuscript of Guta lag. Köpenhamn. https://static-curis.ku.dk/portal/files/186418792/Ph.d._afhandling_2017_Vrieland.pdf

- Öhrman, Roger (2017). Gotlands historia. Klintehamn: Gotlandica förlag. ISBN 9789186103644